# Tenth Air Force

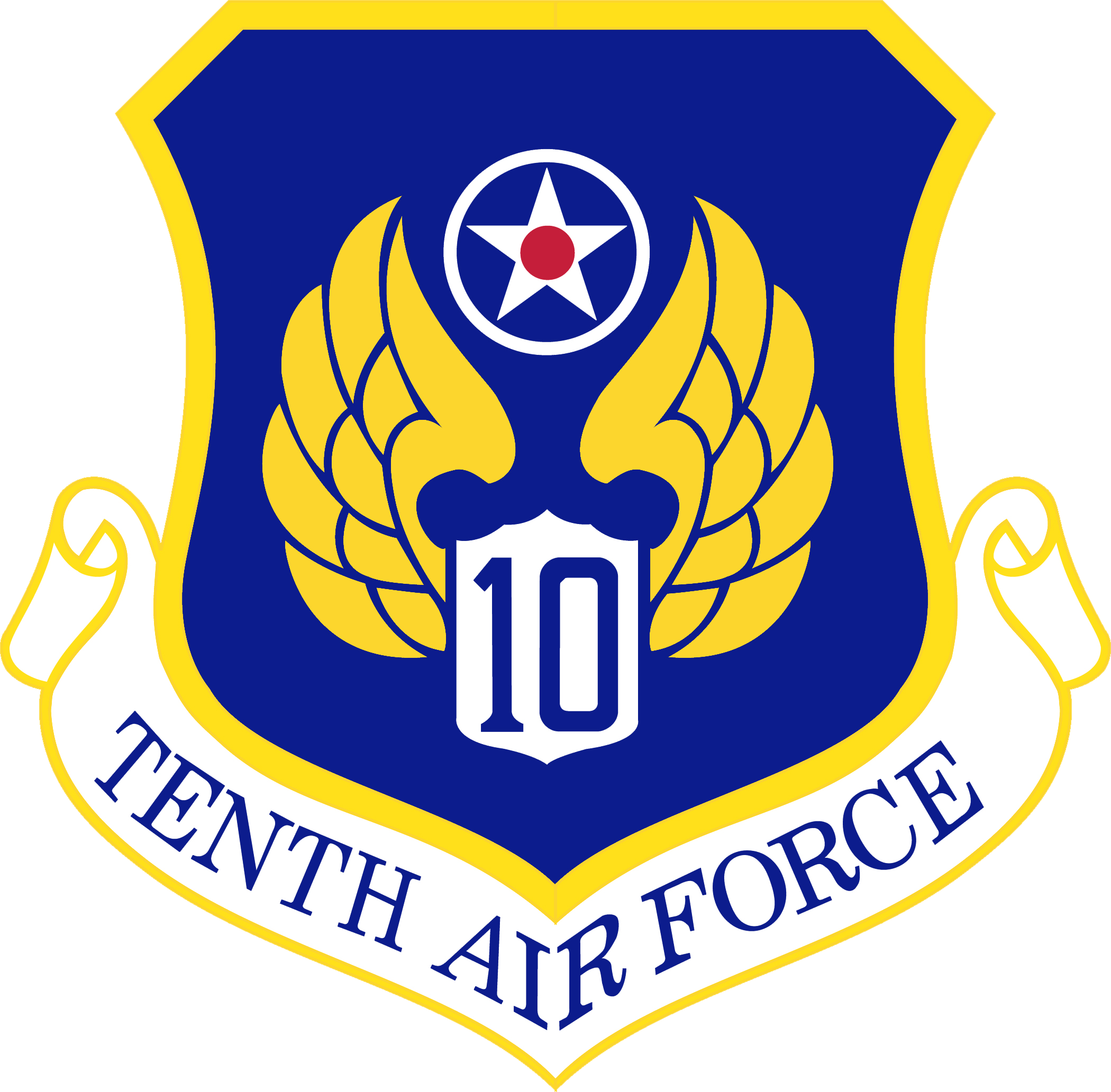
Abzeichen der Tenth Air Force

Die 10. Luftflotte (Tenth Air Force) der United States Air Force ist auf der Naval Air Station Joint Reserve Base Fort Worth in Texas, der vormaligen Carswell Air Force Base, stationiert und untersteht wie auch die Fourth Air Force dem Air Force Reserve Command. Die Aufgaben beider Luftflotten ist die Aus bzw. Weiterbildung von Reservisten die von Zeit zu Zeit zum aktiven Dienst einberufen werden und die Zuführung der Reservisten im Ernstfall zu anderen Einheiten der Air Force.
Gegründet wurde die Luftflotte im Februar 1942 in Neu-Delhi in Indien als Bestandteil der United States Army Air Forces. Während des Zweiten Weltkriegs wurde sie auf dem Kriegsschauplatz China-Burma-Indien eingesetzt.
In den Jahren nach dem Zweiten Weltkrieg wurde die Einheit mehrfach an verschiedenen Standorten de und reaktiviert. Seit 1976 ist sie dauerhaft aktiv. Bis zum Jahr 1985 trug die den Namen Tenth Air Force (Reserve) dann erhielt sie ihren heutigen Namen. Ihre Aufgabe besteht unter anderem in der Mobilisierung von Reservisten und Reserveeinheiten die dann im Ernstfall bei Einheiten unterschiedlichen Luftwaffenkommandos eingesetzt werden. Die 10. Luftflotte bedient dabei Einheiten des Air Combat Commands, des Air Force Global Strike Commands, der Pacific Air Forces, des Air Force Special Operations Commands und des Air Education and Training Commands. In Friedenszeiten führt sie die Aufsicht über die Reserveeinheiten. Von Zeit zu Zeit werden auch Reserveübungen abgehalten.
Der 10. Luftflotte sind zurzeit folgende Haupteinheiten unterstellt:
- 301. Kampfgeschwader (301st Fighter Wing), Naval Air Station Joint Reserve Base Fort Worth, Texas
- 307. Bombergeschwader (307th Bomb Wing), Barksdale Air Force Base, Louisiana
- 310 Raumgeschwader (310th Space Wing), Schriever Space Force Base, Colorado
- 419. Kampfgeschwader (419th Fighter Wing), Hill Air Force Base, Utah
- 442. Kampfgeschwader (442nd Fighter Wing), Whiteman Air Force Base, Missouri
- 477. Kampfgruppe (477th Fighter Group), Elmendorf Air Force Base, Alaska
- 482. Kampfgeschwader (482nd Fighter Wing), Homestead Air Reserve Base (ARB) Florida
- 513. Luftkontrollgruppe (Air Control Group), Tinker Air Force Basem Oklahoma
- 610. Regionale Unterstützungsgruppe (610th Regional Support Group), Naval Air Station Joint Reserve Base Fort Worth, Texas
- 655. Aufklärungsgeschwader (655th Intelligence, Surveillance and Reconnaissance Wing), Wright-Patterson Air Force Base, Ohio
- 919. Sondergeschwader (919th Special Operations), Duke Field, Florida
- 920. Rettungsgeschwader (920th Rescue Wing), Patrick Space Force Base Florida
- 924. Kampfgruppe (924th Fighter Group), Davis-Monthan Air Force Base, Arizona
- 926. Geschwader (926th Wing), Nellis Air Force Base Nevada
- 943. Rettungsgruppe (943rd Rescue Group), Davis-Monthan Air Force Base, Arizona
- 944. Kampfgeschwader (944th Fighter Wing), Luke Air Force Base, Arizona

Weitere Einheiten auf niedriger Kommandostruktur die den obigen Einheiten unterstehen sind noch an verschiedenen anderen Standorten in den Vereinigten Staaten stationiert.

## Liste der Kommandierenden Generale ab 1976
| Name                    | Beginn der Berufung | Ende der Berufung |
| ----------------------- | ------------------- | ----------------- |
| MG Roy M. Marshall      | 8. Oktober 1976     | 15. Mai 1978      |
| MG John E. Taylor       | 15. Mai 1978        | 1. Mai 1984       |
| MG James C. Wahleithner | 1. Mai 1984         | 4. Mai 1985       |
| MG Roger P. Scheer      | 1. Mai 1985         | 1. November 1986  |
| BG William B. McDaniel  | 1. November 1986    | 6. Juli 1987      |
| BG John J. Closner III  | 6. Juli 1987        | 5. Juli 1989      |
| BG Robert A. McIntosh   | 5. Juli 1989        | 1. Dezember 1990  |
| MG David R. Smith       | 1. Dezember 1990    | Februar 1998      |
| MG John A. Bradley      | Februar 1998        | 4. März 2002      |
| MG David E. Tanzi       | 4. März 2002        | 20. Januar 2005   |
| MG Allan R. Poulin      | 20. Januar 2005     | 24. Dezember 2005 |
| MG Richard C. Collins   | 24. Dezember 2005   | 3. Juni 2007      |
| MG Thomas R. Coon       | 3. Juni 2007        | Mai 2009          |
| MG Frank J. Padilla     | Mai 2009            | 5. November 2011  |
| MG William B. Binger    | 5. November 2011    | 18. Oktober 2014  |
| MG Richard W. Scobee    | 18. Oktober 2014    | 1. Mai 2017       |
| MG Ronald B. Miller     | 1. Mai 2017         | 10. Mai 2019      |
| MG Brian K. Borgen      | 10. Mai 2019        | 4. Juni 2021      |
| MG Bryan P. Radliff     | 4. Juni 2021        | 4. August 2023    |
| MG Regina A. Sabric     | 4. August 2023      | 8. Juni 2025      |
| BG Kevin J. Merrill     | 8. Juni 2025        | amtierend         |